# Torre de la Horcada
Torre de la Horcada está enclavado en el macizo Occidental de los Picos de Europa o Cornión, en la divisoria de los concejos asturianos de Amieva y Cangas de Onís en la cordillera Cantábrica.
- Datos: Q6150553